# 20524 Bustersikes
A 20524 Bustersikes (ideiglenes jelöléssel 1999 RJ42) a Naprendszer kisbolygóövében található aszteroida. Charles W. Juels fedezte fel 1999. szeptember 13-án.